# Piana degli Albanesi
Piana degli Albanesi (albanès: Hora e Arbëreshëvet) és un municipi italià, dins de la ciutat metropolitana de Palerm. L'any 2007 tenia 6.214 habitants. És un dels municipis on viu la comunitat arbëreshë. Limita amb els municipis d'Altofonte, Monreale i Santa Cristina Gela.

## Història
El municipi fou fundat el 1488 per un grup d'albanesos que fugien de l'avançada dels turcs pels Balcans després de la derrota de Skanderbeg. Actualment encara mantenen la llengua i molts dels costums tradicionals.

## Administració
| Període | Identitat         | Partit      |
| ------- | ----------------- | ----------- |
| 2006-   | Gaetano Caramanno | Centredreta |

## Personatges il·lustres
- Lekë Matrënga, escriptor.
- Gjergji Guxeta, papàs i escriptor
- Dhimitër Kamarda, escriptor i folklorista
- Zef Skiroi, poeta i lingüista
- Zef Skirò Di Maxho, poeta i dramaturg